# August Brust
August Brust (* 1. August 1862 in Hamm bei Essen-Werden; † 20. April 1924 in Hannover) war Gründer und Vorsitzender des christlichen Bergarbeiterverbandes.

## Leben
August Brust stammte aus einer katholisch geprägten Bergarbeiterfamilie und war selbst ab 1878 als Bergmann tätig. Als nach dem großen Bergarbeiterstreik im Ruhrgebiet 1889 und nach Ende des Sozialistengesetzes der „Alte Verband“ (Verband zur Förderung und Wahrung bergmännischer Interessen in Rheinland und Westfalen) entstand und dieser sich der SPD annäherte, wurde Brust zum maßgeblichen Initiator des „Gewerkvereins christlicher Bergarbeiter für den Oberbergamtsbezirk Dortmund“. Als dieser am 28. Oktober 1894 gegründet wurde, übernahm Brust den Vorsitz der Organisation.
Der Gewerkverein wurde im Folgenden zu einem Vorbild für christliche Gewerkschaften anderer Branchen.
In den folgenden Jahren baute er die Organisation im Ruhrgebiet weiter aus. Durch den Wegfall der regionalen Beschränkung dehnte sich die Gewerkschaft auch über andere Reviere aus. Darüber hinaus war Brust führend an der Ausgestaltung des Dachverbandes der christlichen Gewerkschaften beteiligt. Gegen den Versuch des Aachener Verlegers Hubert Immelen, der konfessionelle Organisationen forderte, setzte sich Brust mit seinem Konzept überkonfessioneller und nicht direkt parteipolitisch gebundener Gewerkschaften durch.
Brust wurde ab 1898 auch Redakteur der Verbandszeitschrift „Der Bergknappe“. Seither widmete er sich hauptberuflich der Gewerkschaftsarbeit. Dabei war Brust auch Vorsitzender des Gesamtverbandes der christlichen Gewerkschaften.
Im Rahmen des Gewerkschaftsstreits nach der Wende zum 20. Jahrhundert innerhalb des katholischen Milieus wandte sich Brust gegen eine ausdrücklich katholische Ausrichtung der christlichen Gewerkschaften. Stattdessen war Brust zu einer Zusammenarbeit auch mit den freien sozialdemokratisch orientierten Gewerkschaften bereit. Letztes Ziel war dabei die Überwindung der richtungsgewerkschaftlichen Spaltung. Diese Positionen stießen auch innerhalb der christlichen Gewerkschaften auf erheblichen Widerstand. So plädierte Franz Wieber vom christlichen Metallarbeiterverband für eine stark katholische Ausrichtung der christlichen Gewerkschaften.
Vor dem Hintergrund dieses Streits legte Brust 1904 seine Gewerkschaftsämter nieder. Stattdessen wurde er Redakteur einer zentrumsnahen Zeitung in Buer. Dort wurde er auch in die Stadtverordnetenversammlung gewählt. Von 1904 bis 1918 war Brust zudem Mitglied des preußischen Abgeordnetenhauses für den Wahlkreis Münster 4 (Borken – Recklinghausen).
Nach der Novemberrevolution gehörte Brust von 1919 bis 1921 der Verfassungsgebenden Preußischen Landesversammlung an. Im Anschluss war er bis zu seinem Tode Abgeordneter des Preußischen Landtages. Außerdem wurde er Geschäftsführer des Niedersächsischen Kohlesyndikats. Nach der Novemberrevolution wurde Brust auch wieder in der christlichen Gewerkschaftsbewegung aktiv.

## Ehrungen
Unter anderem in Duisburg-Walsum, Dülmen und Hamm sind Straßen nach August Brust benannt.